# Rotgipfler

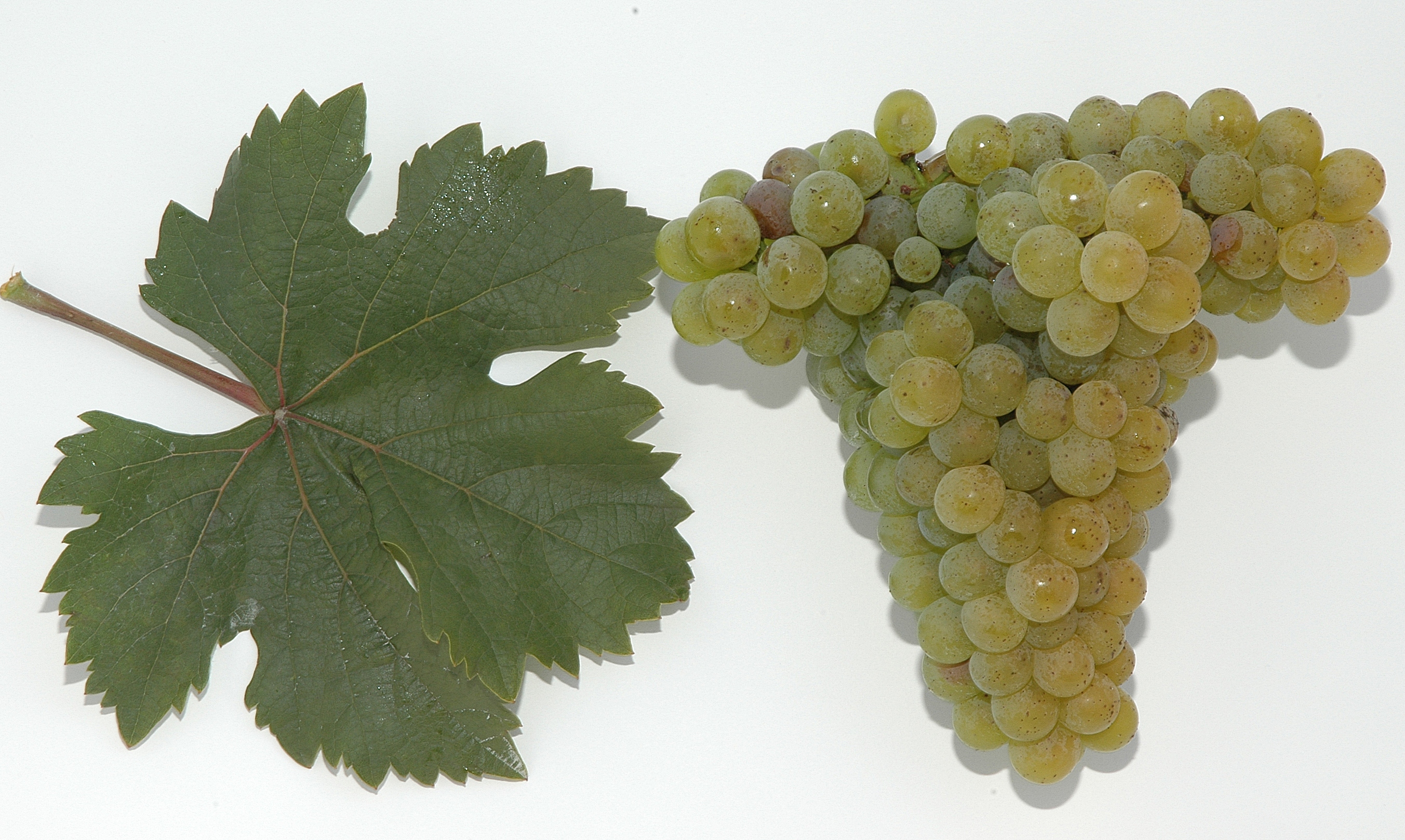
Uva y hoja de la variedad de vino blanco Rotgipfer

La rotgipfler es una variedad de uva usada para hacer vinos blancos aromáticos. Se encuentra sobre todo en el distrito Gumpoldskirchen, Thermenregion, Austria. A menudo es mezclada con la zierfandler (también conocida como spätrot) para hacer el vino spätrot-rotgipfler. Está aumentando su uso para hacer vinos de calidad. Los vinos de esta variedad son poderosos, con un alto contenido en alcohol y aptos para el almacenamiento en bodegas. En 1999 había 188,42 ha de rotgipfler en Austria.
La rotgipfler fue llamada así por el color rojizo del peciolo de la hoja. La primera mención de la rotgipfler fue en 1837 en Steiermark por Johann Burger. Es un cruce entre la traminer y la roter veltliner.